# Gröningen (Sajonia-Anhalt)
Gröningen es un municipio situado en el distrito de Börde, en el estado federado de Sajonia-Anhalt (Alemania), a una altitud de 100 metros. Su población a finales de 2015 era de unos 3600 habitantes y su densidad poblacional, 60 hab/km².